# جين بيردسال
جين بيردسال (بالإنجليزية: Jeanne Birdsall)‏ هي كاتِبة وكاتبة للأطفال أمريكية، ولدت في 1951 في فيلادلفيا في الولايات المتحدة.

## وصلات خارجية
- الموقع الرسمي
- جين بيردسال على موقع ميوزك برينز (الإنجليزية)